# Matías Recalt
Matías Recalt (Ingeniero Maschwitz, Escobar, provincia de Buenos Aires; 14 de septiembre de 2001) es un actor argentino. Se dio a conocer por su papel de Danilo Sánchez en la serie Apache, la vida de Carlos Tévez (2019) de Netflix y saltó a la fama mundial por su interpretación de Roberto Canessa en la película La sociedad de la nieve (2023), papel por el que ganó el Premio Goya al mejor actor revelación.

## Biografía
Matías Recalt nació el 14 de septiembre de 2001 en la localidad de Ingeniero Maschwitz, en el partido-municipio de Escobar, en la provincia de Buenos Aires. Asistió al Colegio Carlos Maschwitz y finalizó la secundaria en la Escuela de Educación Media N° 4. Inició su formación y carrera como actor a los catorce años, tomando clases de teatro con el director argentino Ezequiel Sagasti.

## Carrera profesional
Recalt inició su carrera como actor a los diecisiete años de edad, tras presentarse en el casting de la serie Apache, la vida de Carlos Tévez (2019) de Netflix, en la cual obtuvo el papel de Danilo Sánchez, un adolescente uruguayo aspirante a futbolista y el mejor amigo de Carlos Tévez durante su infancia. Ese mismo año, Matías debutó en teatro con la obra Cabo verde, poniéndose en el rol de Roque, siendo dirigido por Ezequiel Sagasti en el teatro Nün. Poco después, en septiembre de 2019, se estrenó la película dramática Ciegos dirigida por Fernando Zuber, que marcó el debut de Recalt en el cine interpretando el papel de Manuel. A fines de ese año, Matías realizó una participación especial en la telenovela Argentina, tierra de amor y venganza la cual fue emitida por Canal 13 en el rol de Gerónimo Di Nucci.
Su siguiente papel fue en la obra teatral Después de nosotros (2020-2021) dirigida por Daniel Barone, donde interpretó a Federico, un chico con retraso madurativo que sufre la separación de sus padres. Ese año, Recalt realizó teatro por streaming protagonizando la obra Dekho, en la cual personificó a un rapero sin talento bajo la dirección de Toto Castiñeiras en el teatro Nün.
En 2023, Matías formó parte del elenco principal de la serie de comedia Planners de Star+, donde asumió el rol de Javier Gutiérrez, el hijo de una pareja muy importante en el mundo de la planificación de eventos. Luego, se estrenó la película dramática La sociedad de la nieve dirigida por Juan Antonio Bayona, en la cual Recalt interpretó a Roberto Canessa, uno de los sobrevivientes del accidente de los Andes. Por este papel, Matías recibió el reconocimiento del público y cosechó elogios de la crítica por su actuación y por su papel ganó el premio Goya al mejor actor revelación.

## Filmografía

### Cine
| Año  | Título                  | Papel           | Director            |
| ---- | ----------------------- | --------------- | ------------------- |
| 2019 | Ciegos                  | Manuel          | Fernando Zuber      |
| 2023 | La sociedad de la nieve | Roberto Canessa | Juan Antonio Bayona |

### Televisión
| Año  | Título                               | Papel              | Canal    |
| ---- | ------------------------------------ | ------------------ | -------- |
| 2019 | Apache, la vida de Carlos Tévez      | Danilo Sánchez     | Netflix  |
| 2019 | Argentina, tierra de amor y venganza | Gerónimo Di Nucci  | Canal 13 |
| 2023 | Planners                             | Javier Gutiérrez   | Star+    |
| 2025 | Atrapados                            | Bruno Meller Garay | Netflix  |

## Teatro
| Año       | Título              | Papel    | Lugar          |
| --------- | ------------------- | -------- | -------------- |
| 2019-2020 | Cabo verde          | Roque    | Teatro Nün     |
| 2020-2021 | Después de nosotros | Federico | Paseo La Plaza |
| 2020      | Dekho               | Dekho    | Teatro Nün     |

## Premios y nominaciones
| Año  | Premio                                              | Categoría              | Trabajo nominado        | Resultado | Ref(s) |
| ---- | --------------------------------------------------- | ---------------------- | ----------------------- | --------- | ------ |
| 2021 | Premios ACE                                         | Revelación masculina   | Después de nosotros     | Ganador   | [ 12 ] |
| 2024 | Medallas del Círculo de Escritores Cinematográficos | Actor revelación       | La sociedad de la nieve | Ganador   | [ 13 ] |
| 2024 | Premios Goya                                        | Mejor actor revelación | La sociedad de la nieve | Ganador   | [ 14 ] |
| 2024 | Premios Platino                                     | Mejor actor de reparto | La sociedad de la nieve | Nominado  | [ 15 ] |